# Лустињано (Пиза)
Лустињано је насеље у Италији у округу Пиза, региону Тоскана.
Према процени из 2011. у насељу је живело 156 становника. Насеље се налази на надморској висини од 402 м.